# 湯浅宗貞
湯浅 宗貞（ゆあさ むねさだ）は、戦国時代から江戸時代初めにかけての武将。丹波国世木城主。

## 出自
丹波湯浅氏は、紀伊国有田郡湯浅荘を本拠とした武士団・湯浅党に出自を持つ。湯浅宗重の子である宗光の末裔・宗朝が、明徳4年（1393年）に丹波国船井郡世木荘を与えられたことにより始まった。

## 生涯
永正15年（1518年）に、湯浅宗正の嫡子として生まれたという。
天文14年（1545年）、細川晴元と争う内藤国貞を世木城に匿ったとされ、この年の7月、世木城は落城した（『細川両家記』）。
湯浅家の由緒書によると、天正8年（1580年）8月に細川藤孝が丹後へ侵攻した際に、宗貞は一族らを引き連れて加勢したという。その後、10月に宗貞は薙髪した。
また、宗貞は元亀元年（1570年）に帰農したともされる。
慶長10年（1605年）4月8日、死去した。享年88歳。

## 系譜
- 父：湯浅宗正（1477–1542[9]） - 通称は五郎、右馬允、若狭守[9]。細川勝之の子で、母の兄である湯浅宗武の跡を継いだ[9]。初名は宗国[9]。晩年、養意軒宗福と号した[9]。
- 母：内藤貞正の娘[10]
- 室：小林信久の娘[3]
  - 長男（1575–?[11]） - 早世[11]。
  - 次男：湯浅宗康（1577–?[11]） - 通称は勝兵衛[11]。分家を立てる[12]。
- 養子
  - 男子：湯浅宗清（1568–1653[13]） - 五郎兵衛尉[14]。宗貞の妹と細川藤孝の間に生まれ、宗貞の養嫡子となる[14]。書道の大家として知られた[15]。子孫に幕末の志士・湯浅五郎兵衛宗成（征一郎）がいる[16]。